# シビル・ユニオン

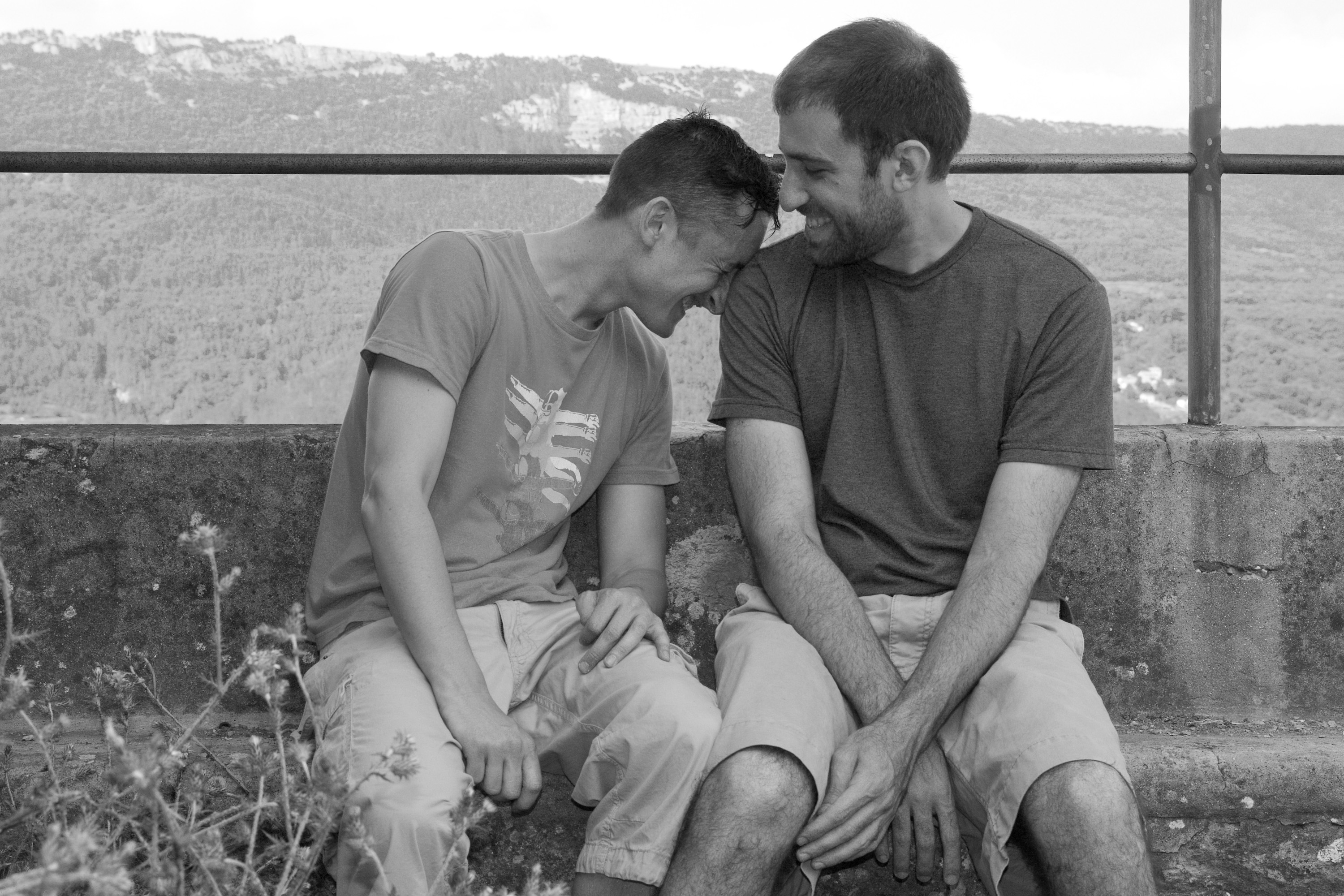
クロアチアのゲイカップル。シビル・パートナーシップは認められているが、同性結婚は許されていない。

シビル・ユニオン（英語: civil union）またはシビル・パートナーシップ（英語: civil partnership）は、結婚に似た「法的に承認されたパートナーシップ関係」を指す言葉。
同性間カップルに対しても、異性間の結婚と同様の法的地位を求める社会運動の高まりを受けて、1989年にデンマークで始まり、その後先進国の多くで同名もしくは似た名称での法整備が進んでいる。ブラジルやニュージーランド、ウルグアイ、フランス、アメリカ合衆国のハワイ州、イリノイ州などでは、異性間カップルに対しても同制の適用が認められている。
イギリスの例をはじめ、シビル・ユニオン制度のある国では、他国で採用されている同様の制度を自国の制度と等しく扱うことが多い。

## 世界各国における名称と制度の概要
シビル・ユニオンという名称は全世界的に標準化されたものではなく、国や地域によって異なっている。シビル・ユニオンと同様の法的制度に付けられた名称として、以下のようなものがある。
- Civil partnership（シビル・パートナーシップ）： イギリス
- Registered partnership（登録パートナーシップ）： チェコ
- Domestic partnership（ドメスティック・パートナー）: アメリカ合衆国・ウィスコンシン州、 オハイオ州、 オレゴン州、 カリフォルニア州、 メイン州、 ワシントン州
- Significant relationships： オーストラリア・タスマニア州
- Reciprocal beneficiary relationships： アメリカ合衆国・ハワイ州
- Common-law marriage（事実婚）： アメリカ合衆国・アラバマ州ほか
- Adult interdependent relationship： カナダ・アルバータ州
- Life partnerships： ドイツ
- Stable unions： アンドラ
- Civil solidarity pacts（民事連帯契約法）： フランス

またこれらの制度によって受けられる権利や法的保護・責務などの範囲は、それぞれの国や地域によって幅がある。例えば同性間カップルが養子を迎えることについて 容認 / 禁止 / 条件付きで許可 といった違いが各地の制度によって異なる。

### アメリカでの制度化状況
アメリカでは、1985年頃から一部の州・都市・企業において、ドメスティック・パートナーという名称で制度化され始め、限定的な法的保護が始まる。
2000年、バーモント州がこの制度を施行し、同国で最初に「シビル・ユニオン」という名称を採用した。この制度によって、異性間の婚姻とほぼ同一の法的権利が認められた。
東海岸の各州と異なり、西海岸のカリフォルニア州・オレゴン州・ワシントン州では、同様の制度を立法化した際に、それぞれの州議会が「ドメスティック・パートナー」の名称を採用している。

## 制度を巡る反応
現実的な選択として、これまで同性間カップルに認められていなかった法的権利（病院における家族としての面会権や財産分与など）の解消へ向けて前進したとして好意的な意見があり、同性間カップルにも結婚と同じ権利が与えられるとして、同制度を支持する人々がいる。一方で、制度を巡る批判もある。「結婚と異なる別の地位を生み出す」（イェール・ロー・スクールの教授 Ian Ayres など）との批判意見や、「結婚制度以外に似た制度がこれまでに存在せず、比較できない」という見解（アメリカの歴史学者 ナンシー・コット(Nancy Cott) ）、「名称を変えて同性間の結婚に関する権利を認める制度」（アメリカの作家 ロバート・ナイト（Robert Knight） など）といった批判など、同制度に異論を唱える人々もいる。

### 同性間のパートナーシップ制度自体に対する批判
「シビル・ユニオンは同性結婚に付けられた別の名前」「結婚の意味合いを損ない、結婚に付随する権利を同性愛者へ与える制度」（Campaign for California Familiesの執行役員 Randy Thomasson）などの点から同性結婚に反対する人々がいる。これに対してカリフォルニア州州最高裁は、結婚に関する裁定 (2008) において、同州法における9点の違いに言及している。

### 同性結婚と等しくない点に対する批判
アメリカ国内ではゲイ・コミュニティに属する人々が一様に好意的な反応を示しているとは限らず、「アメリカにおける結婚はシビル・ユニオンだが、今シビル・ユニオンと呼ばれているものは結婚ではない」（フリーダム・トゥー・マリー（Freedom to Marry）の設立メンバー エヴァン・ウォルフソン（Evan Wolfson））などの声がある。
また、シビル・ユニオンは「分離平等政策」（分離すれど平等、separate but equal）であり、同性間カップルを結婚制度から隔離しているとして批判されている側面がある。同性結婚の支持者からは「シビル・ユニオン」などの用語が心情的な意味づけや敬意的な面で「結婚」という言葉の持つ意味合いが繋がっていないとの意見があり、シビル・ユニオンが結婚と同じであるとすれば2つの法が必要であるはずがなく、2つの法が存在することで同性間カップルが下級の扱いを受けているとの主張がある。
アメリカ国内のシビル・ユニオン制度を調査したニュージャージー州の委員会は、同法が同性間カップルとその子供達に不公平さを招いているとの調査結果を発表している。
ニュージーランド下院議員でフェミニストの マリリン・ウォリング（Marilyn Waring） は、同制度は分離平等政策であり、結婚する権利から除外されていると批判している。
元法務次官でペリー対シュワルツェネッガー裁判で弁護士を務めた セオドア・オルセン（Theodore Olsen） は、同性間カップルをドメスティック・パートナーシップなどの言葉を用いて認めることは、彼らの関係性を「愛情の形態としてではなく商業ベンチャーの類い」のように扱っていることと同じであると批判している。

また賛否とは別に、シビル・ユニオン制度の認知不足によって緊急時に家族としての認識に誤解が生じたケースなど、同制度には多くの課題もある。

## 同性間のパートナーシップに対する法的見解の一覧
|  | 同性愛を合法とする国       |  |                                       |
|  | 結婚1                      |  | 結婚は認められているが法的適用は無し1 |
|  | シビル・ユニオン           |  | 事実婚                                |
|  | 同性結婚は認められていない |  | 表現や団体の自由を法的に制限          |
|  | 同性愛を違法とする国       |  |                                       |
|  | 強制的罰則はない2          |  | 拘禁                                  |
|  | 終身刑                     |  | 死刑                                  |

### アジア

#### 日本
同性結婚が認められていない日本では、養子縁組制度などを活用して法的に家族になるという代替策が用いられる場合もあるが、婚姻という横の関係を親子という縦の関係に押し込めることなどから無理が生じている。この解消を目的とした登録パートナーシップ制度などが提案されているが、実現には至っていない。一方、法的効力を伴わないものとしては、渋谷区や世田谷区が同性カップルを「結婚に相当する関係」と認めて証明書を発行し、カップルを夫婦と同等に扱うよう区民や事業者に協力を求める条例案を検討している（2015年2月現在）。

#### タイ
- 2018年12月25日 チャンオチャ軍事内閣は同性婚に準じた関係を認める「市民パートナーシップ法案」を閣議で決定した。ただし、政局不安定により、議会での承認時期は未定。[19][20]

### アフリカ

#### 南アフリカ
2006年に同性間の婚姻を認める法律が成立している。同性間・異性間ともにカップルは自身の関係性について婚姻またはシビル・パートナーシップから選択することができるが、名称を除いて法的な違いがない。

### 北アメリカ

#### カナダ
カナダでは2005年に連邦レベルで同性結婚が法制化されている。法制化前の時点で各州が以下の制度を施行していた。
- ノバスコシア州：ドメスティック・パートナーシップ制度 （2001年）
- ケベック州：シビル・ユニオン制度 （2002年）
- マニトバ州：コモンロー・リレーションシップ制度 （2002年）
- アルバータ州：成人相互・リレーションシップ制度 （2003年）

#### メキシコ
2006年11月9日にメキシコシティの議会は同性間のシビル・ユニオン法案を可決(賛成43、反対17)・通過させ、2007年3月03日より Ley de Sociedades de Convivencia（共生パートナーシップ法）が施行となった。同法では同性間カップルに財産権と相続権を認めている。
2007年1月11日にはテキサス州と隣接する北部のコアウイラ州で同様の法案が可決（20対13）・通過となり、Pacto Civil de Solidaridad （民事連帯契約法）の名称で施行となった。同州の法律がメキシコシティと異なる点は、いちどコアウイラ州で同性間カップルが承認されると、メキシコ国内のどこに居住していても同州が彼らの権利を保護している点である。法案通過から20日後に、同国の最初の同性間シビル・ユニオンの承認がコアウイラ州、サルティーヨで行われた。シビル・ユニオン法案は2006年以降で少なくとも6州にて法案提議されている。
コリマ州の州知事である Mario Anguiano Moreno はシビル・ユニオンの法制化と同性間カップルの養子受け入れについての議論化について同意している。

#### アメリカ
合衆国における最初の「シビル・ユニオン」はバーモント州にて2000年に成立した。既に結婚を男女間と明示した法律「結婚保護法」（Defense of Marriage Act, DOMA）が1996年に連邦法として成立していたため、連邦政府はユニオン制度を認めず、また他の州は同様のユニオンの承認を強制されていなかった。
2006年末までにコネチカット州とニュージャージー州が法案を成立させ、翌2007年にはニューハンプシャー州が続いた。さらにカリフォルニア州では以前から存在していたドメスティック・パートナー法が拡張され、シビル・ユニオン法と同様の法制度に改訂された。同様の動きが コロンビア特別区、ワシントン州、オレゴン州などで行われた。
シビル・ユニオンやドメスティック・パートナーシップ制度によって、婚姻によって与えられる法的権利を同性間カップルに全て認めた州
- カリフォルニア州：ドメスティック・パートナーシップ (2000年。後年の改正で拡大)
- ニュージャージー州：シビル・ユニオン (2007年)
- オレゴン州：ドメスティック・パートナーシップ (2008年)
- コロンビア特別区：ドメスティック・パートナーシップ (1992年に施行、2002年に実効化 – 後年に拡張)
- ワシントン州：ドメスティック・パートナーシップ (2007年。後年の改正で拡大)
- ネバダ州：ドメスティック・パートナーシップ (2009年)
- イリノイ州：シビル・ユニオン (2011年)
- ロードアイランド州：シビル・ユニオン (2011年)
- ハワイ州：シビル・ユニオン (2012年)
- デラウェア州：シビル・ユニオン (2012年)

シビル・ユニオンやドメスティック・パートナーシップ制度によって、婚姻によって与えられる法的権利を同性間カップルに一部認めた州
- ハワイ州：Reciprocal beneficiary relationship (1997年)
- メーン州：ドメスティック・パートナーシップ (2004年)
- メリーランド州：ドメスティック・パートナーシップ (2008年)
- ニュージャージー州：ドメスティック・パートナーシップ (2004年)
- コロラド州：Designated beneficiary agreement (2009年)
- ウィスコンシン州：ドメスティック・パートナーシップ (2009年)

##### カリフォルニア州

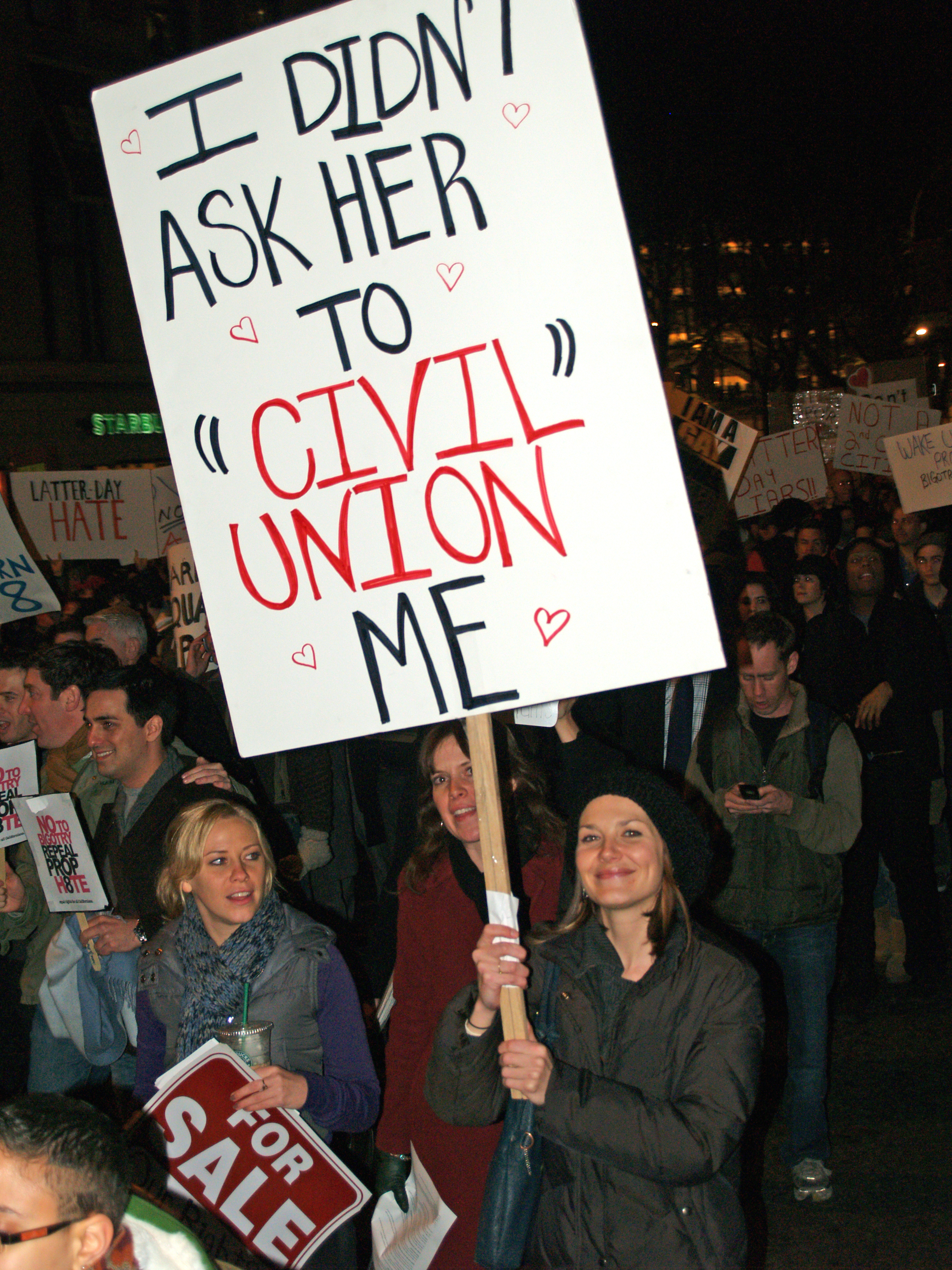
2008年・カリフォルニア州第8法案に反対する大規模なデモンストレーション（ニューヨーク）。

カリフォルニア州では、ドメスティック・パートナーシップ（DP）制度が2000年より、同性間カップルと一部の異性間カップルに適用可能となり、2005年の法改正にて適用範囲が拡がり、州レベルにおいては婚姻と実質的な差が無くなった。2007年には、同性間DPカップルに対する州所得税の一体化の手続きが議会で行われた。2008年5月には婚姻に関する訴訟の判決では、州最高裁判所が州法におけるドメスティック・パートナーと婚姻の差異9項目を示した。これにはDPに対する同居の条件やカルパースの長期介護保険加入、DP制度には同州の「confidential marriage」（当事者以外に非公開で記録される婚姻）に相当する制度が存在しないことなどが含まれていた。同居に関する条件は2012年1月より廃止され、DP制度の「confidential」の選択肢も同日に追加となった。

##### コネチカット州
2005年にコネチカット州議会でシビル・ユニオン法案が通過した。コネチカット州のシビル・ユニオン制度は名称以外は婚姻と全く同じ権利・義務を適用している。コネチカット州は、裁判所の判断がないまま同性間のシビル・ユニオン制度が議会を通過した最初の州となった。2010年10月に同州の婚姻制度から性別要件が無くなり、シビル・ユニオン法は撤廃された。

##### デラウェア州
2011年5月にデラウェア州知事のジャック・マークウェルが同州のシビル・ユニオン法案に署名し、同法は2012年1月より有効となった。

##### ワシントンD.C.
ワシントンD.C.では2009年12月に同性間の結婚が法制度化された。結婚許可証は2010年3月3日より発行され、同月3日より婚姻が行えるようになった。ドメスティック・パートナー法が1992年に法整備され、2009年まで施行されていた。

##### ハワイ州
ハワイ州では2012年1月より同性間および異性間のカップル対するシビル・ユニオン制度が開始となった。

##### イリノイ州
2010年12月1日にイリノイ州議会上院は上院法案1716（Illinois Religious Freedom Protection and Civil Union Act）を賛成32、反対24、棄権1で通過させ、翌日に下院も賛成61、反対52、棄権2で通過した。2011年1月31日に州知事が上院法案1716の法制化に署名し、同性間、異性間のカップル両方に対応するシビル・ユニオン法が成立した。この法律は2011年6月1日より施行となった。異性間のカップルについては、法律の条項にて寡婦が婚姻時の州レベルの権利を保持しつつ、他のパートナーとの間でシビル・ユニオンを結ぶことを認めている。

##### メーン州
2004年に同性間・異性間の両方に対するドメスティック・パートナー制度が法制化された。同州のドメスティック・パートナーシップでは認められる権利に制限があり、専らパートナーの死亡などの緊急時における関係性の保障などに向けられている。

##### ニューハンプシャー州
2007年4月26日に、ニューハンプシャー州議会はシビル・ユニオン法案を通過させ、2007年5月31日に州知事が法制化に署名した。当時、この法律は裁判所の勧告がなく法制化に至った最初の事例であった。同法は2008年1月1日に施行となり、2010年1月1日には同性結婚法の施行で置き換えられた。

##### ニュージャージー州
2006年10月25日、ニュージャージー州最高裁判所 は同州議員に対して180日以内に同州の結婚法の修正し、法律に同性間の規定を盛り込むか、シビル・ユニオンなどの新制度の制定を勧告した。 同年12月14日にシビル・ユニオン法案が議会を通過し、12月21日に州知事のジョン・コーザインが署名した。2007年2月19日に同州で最初のシビル・ユニオンが認められた。
同州では、シビル・ユニオンとドメスティック・パートナーシップに違いがある。2004年に、同州ではドメスティック・パートナー法が先に制定され、同性間・異性間のカップルに一部の権利が認められていた。その後2006年に同性間カップルに異性間と同等の法的保護を求める裁判にて州最高裁判所が同性間カップルに婚姻と同じ権利を認める判断を下したことで、シビル・ユニオン法が2007年に施行されることとなった。

##### ネバダ州
同性間・異性間に登録制ドメスティック・パートナー制度を認める法案が2009年5月に州議会を通過したが、州知事が法案への拒否権を同月26日に発動した。その後同月31日に州議会に投票によって州知事の拒否権を覆し、同法は2009年10月に施行された。

##### オレゴン州
2008年2月4日より、婚姻とほぼ同等の権利を同性間に認めるドメスティック・パートナーシップが施行されている。

##### ロードアイランド州
2011年7月1日より、シビル・ユニオン制度が施行されている。

##### バーモント州
1999年のベイカー対バーモント州の裁判にて同州最高裁判所は州に対して同性間カップルに対して婚姻と同一の権利と利益を州法にて定めるよう決定し、2000年に同州議会はシビル・ユニオン法案を通過させた。
同州のシビル・ユニオン制度は、州法で定める権利と義務に関する内容は結婚とほぼ同一であるが、連邦法で定める婚姻における利益は得られない。同州のシビル・ユニオン制度ではパートナーに対して最近親者としての地位を認め、また異性間における婚姻によって得られる法的保護も同様に受けられる。
アメリカ合衆国憲法にて十分な信頼と信用条項が定められているが、法制度が未整備なため同州外ではシビル・ユニオンの地位はほぼ認められていない。しかしながら、2002年にニューヨーク市で施行されたドメスティック・パートナー法では市外で認められたシビル・ユニオンを承認しており、ドイツにおける国際シビル・ユニオン法 (EGBGB) ではバーモント州で認められた利益や義務は同国内法やシビル・ユニオン制度の範囲内で承認されている。
2009年9月1日に同性結婚法が施行され、同法と置き換えられた。

##### ワシントン州
2007年にドメスティック・パートナーシップ法が成立し、2009年まで数度改正されている。同州の制度では婚姻とほぼ同じ権利を同性間カップルに認めている。

### 南アメリカ

南アメリカ
同性結婚
同性間の'シビル・ユニオン
承認なし。パートナーシップを公式に禁止
同性間の性的行為が違法

#### アルゼンチン
2003年よりリオネグロ州と同国首都ブエノスアイレスではドメスティック・パートナーシップが認められている。ビジャ・カルロス・パス（コルドバ州）では2007年から同制度が開始された。2009年にはリオ・クアルト（コルドバ州）でもシビル・ユニオン制度が認められた。

#### ブラジル
2011年5月11日に同性間のシビル・ユニオン制度が開始。ブラジル最高裁判所の評決にて同性間のカップルと異性間の婚姻の法的権利を同等とする決定を行った。規定では「固定化」した同性間カップルの経済的・社会的権利を異性愛カップルと同等と定めている。

#### コロンビア
2007年に同性間カップルの法的承認法案が可決目前まで進んだが、同国議会の最終採決にて否決となった。その後同年10月に裁判所の決定により社会保障と健康保険制度の同性間カップルへの適用が拡大された。2009年1月29日に同国憲法裁判所は居を共にする同性間カップルに対して非婚姻関係の異性間カップルと同一の権利適用を決定した。これらの権利請求は2年間の同居関係が継続した後に可能となる。
上記によって、コロンビアは同性間カップルに異性間カップルと同一の権利を認めた最初の国となった。

#### エクアドル
2008年のエクアドル憲法改正でジェンダーを問わずカップルへのシビル・ユニオン適用が認められ、養子縁組を除く法的権利は異性間の婚姻と同一になった。

#### ウルグアイ
2008年1月1日よりシビル・ユニオン制度が全国で認められた。

#### ベネズエラ
シビル・ユニオン制度はメリダ州にて認められている。

### ヨーロッパ
各国の承認年月は以下
- デンマーク (1989年)
- ノルウェー (1993年 - 2008年)

ヨーロッパ
同性結婚
その他のパートナーシップ法
なし
憲法にて婚姻を男女間に限定

- スウェーデン (1995年 - 2009年)
- アイスランド (1996年 - 2010年)
- グリーンランド (1996年)
- オランダ (1998年)
- フランス (1999年)
- ベルギー (2000年)
- フィンランド (2002年)
- ドイツ (2001年)
- ルクセンブルク (2004年)
- アンドラ (2005年)
- イギリス (2005年)
- チェコ (2006年)
- スロベニア (2006年)
- スイス (2007年)
- ハンガリー (2009年)
- オーストリア (2010年)
- アイルランド (2011年)
- リヒテンシュタイン (2011年)
- マン島 (2011年)
- ジャージー (2012年)
- ジブラルタル (2014年)
- マルタ (2014年)
- クロアチア (2014年)
- キプロス (2015年)
- ギリシャ (2015年)
- エストニア (2016年)
- イタリア (2016年)
- フォークランド諸島 (2017年)
- サンマリノ (2018年)
- バミューダ諸島 (2018年)
- モナコ (2020年)
- モンテネグロ (2020年)

#### デンマーク
デンマークのシビル・ユニオンは1989年6月7日に法制定され、同年10月1日から施行された。世界で最初のシビル・ユニオン導入国で、制度の名称は「登録パートナーシップ」（デンマーク語: registreret partnerskab）となっているが異性間の婚姻とほぼ同一の権利・義務が適用されている。今日では以下の2点で差異がある。
- 婚姻関係のカップルに対して性別を明確に言及して適用している法律は、登録パートナーシップ制度には適用されない。
- 国際条約による規定は全ての加盟国の同意なしには適用しない。

登録パートナーシップは民事婚のみに適用される。デンマーク国教会はこの動きに対して概ね好意的ではあるものの、明確に正式な声明を出していない。一部の聖職者は教会の承認のもとで同性間のカップルに祝福を与えているが、これは教会として特別な配慮としてではなく、広く市民に祝福を与える教会としての役割に基づき行われている。
同制度におけるパートナーシップ解消は、離婚と同様のルールが適用される。
デンマーク、フィンランド、スウェーデン、ノルウェー、アイスランドの市民に限り、デンマーク国内の登録パートナーシップ制度の適用が可能。この適用国は、新たに同性間のユニオンが承認された国が誕生した際に追加される。出身国（または地域）にて登録パートナーシップ制度の法的承認がない外国人には上記ルールが適用外となる。
2002年1月1日現在、同国の登録パートナーシップ制度の適用は2,000件を越え、うち220件に子供がいる。
2009年3月17日に、フォルケティング（デンマーク議会）は登録パートナーシップ制度適用済の同性間カップルが共同で養子を迎える権利を認める法案が提出され。法案は2010年5月4日に可決され、同年7月1日より適用となった。

#### フランス
フランスの民事連帯契約法は同性間のカップルのほかに、異性間のカップルに対して婚姻と並ぶ選択肢として用意されている。PACS（Pacte civil de solidarité）の名称で知られ、婚姻における離婚よりもパートナーシップ解消の手続きの手続きが厳しくないことが特長とされる。
税制上の優遇は直ちに適用され（2007年以降に適用）、移住に関する優遇措置は法適用から1年後に有効となる。要件ではカップルは同一の居住が必要。外国人が同法を申請するのは居住制限により難しく、また同法が移民権を自動的に付与するものではないため、フランス市民にとっても外国籍のパートナーと共に居住する権利を獲得するのは婚姻と同様に容易ではない。

#### ドイツ
2001年より登録制パートナーシップ制度を適用開始。

#### ハンガリー
1996年より登録制パートナーシップ制度を適用開始、2011年に同性結婚を禁止規定化。

#### リヒテンシュタイン
2011年より登録制パートナーシップ制度を適用開始。

#### オランダ
1998年には同性間・異性間カップルの両方に登録制パートナーシップ制度が適用可能となった。その後2001年に同性間カップルに結婚を認める法案が通過している。

#### アイルランド共和国
2007年10月31日のドイル・エアラン（下院）における審議にて、政府は2008年3月にシビル・ユニオン制度の法案提出を回答した。期日は遅れたものの2008年6月に法案提出された。2010年7月1日に下院の満場一致でシビル・パートナーシップ法が可決された。同法では同性間カップルのシビル・パートナー認定と、シビルパートナーとして登録されたカップルの権利・義務・法的保護の拡大を規定している。
法案は同国議会の両院を通過後、2011年1月1日より施行となった。税法および社会福祉法の改正および3ヶ月間の周知期間を経た2011年4月に最初のシビル・パートナーシップ認定が開始された。しかしながら同法が裁判所での手続きを要件としたため、同制度の最初の認定は2011年2月7日に男性間カップルに対して行われた。

#### スイス
ジュネーヴ州では州法にて2001年から州のドメスティック・パートナーシップ（Partenariat cantonal）が開始されている。同性間/異性間を問わず未婚カップルに婚姻と同じ権利・義務・保護プログラムを提供しているが、税法上、社会保障上、健康保険上の優遇は適用されていない。同法の施行によって、ジュネーヴは州レベルで同性間カップルを認証した初めての州となった。
2002年9月22日、チューリヒ州の住民投票にて税法、相続、社会保障に関する優遇を同性間パートナーにも拡大し、婚姻カップルと同等とすることが決定した。同法では適用範囲を同性間カップルと定め、州内で6ヶ月以上の同居継続中でパートナー関係の事実があることが条件となっている。
2005年6月5日には、前述の法規をスイス全土に拡大するか否かの国民投票が行われた。シビル・ユニオンの是非が投票という形で直接的に市民へ問われた世界的に最初の例となった。2007年1月1日よりスイスの連邦レベルで同性間カップルに対するドメスティック・パートナー法が施行された。同法ではドメスティック・パートナー対象者の養子縁組、医学的補助を用いた妊娠が明確に禁じられている。

#### イギリス
2003年にイギリス政府は同性間カップルの権利保護と婚姻の代替制度としてシビル・パートナーシップ制度の法案提出計画を発表した。2004年3月30日にシビル・パートナー法案が議会貴族院に提出され、庶民院で修正の後に11月17日に貴族院を通過、翌18日に国王の裁可を受けた。同法は2005年12月19日より同性間で有効となり、北アイルランドでは12月19日、スコットランドでは12月20日、イングランドおよびウェールズでは12月21日よりそれぞれ有効となった。2005年の税法改正で婚姻カップルとシビル・パートナー法適用カップルの格差が解消となった。
同法の成立によって同性結婚の抜け口が出来上がったとの批判に対して、政府のスポークスパーソンはシビル・ユニオン制度と婚姻制度は全く異なるものだと強調した。更に2011年9月に政府は同性間のシビル・マリッジ（市民婚）制度の法制化を2015年までに進めるとの声明を出すなど、制度を巡る将来の位置づけは不明確な状態である。

シビル・パートナーシップ法20条の適用によって、他国で認証された同棲結婚やシビル・ユニオンの適用者は自動的にイギリス法下ではシビル・パートナーシップが適用される。これは、一部のケースでは他国のシビル・ユニオン適用者がイギリスにやってきた場合、自国よりもイギリスで受けられる権利が多くなる場合があることを意味している。例えばアメリカ・バーモント州のシビル・ユニオン制度はイギリス国内でも法的地位が認められるが、しかしながらアメリカ人とイギリス人のカップルの場合、バーモント州のシビル・ユニオン制度ではイギリス人にバーモント州（や他の州・地域）での居住権が認められない一方でアメリカ人にはイギリスでの居住権が認められている。
2007年に、キリスト教徒党は同年のスコットランド議会総選挙のシビル・パートナーシップ制度を「不公平かつ偏りがあり、不適当」とマニフェストにて批難し、友人・兄弟・親子として暮らす罪深い人々を受け入れるために法改正の必要性がある立場を取った。

### オセアニア

#### オーストラリア
「1961年連邦婚姻法」の修正法案「2004年改正連邦婚姻法」が可決され、2004年8月13日よりオーストラリア政府は連邦政府レベルにおいて同国内外での同性結婚を認めていない。
2009年より、オーストラリア政府およびオーストラリアの法令のほぼ全てが同性間カップルを非登録の同棲状態もしくは事実婚カップルとして承認している 2009年7月1日よりセンターリンク（社会保障を担当する政府機関）はコモンローでの婚姻、事実婚、未登録の同棲関係にある同性間カップルを社会保障上で同等の取り扱いを開始している 。
州政府別の同性間パートナーシップ承認状況
| 地域名                     | 公式の承認状態                                   | 制定年 |
| -------------------------- | ------------------------------------------------ | ------ |
| オーストラリア首都特別地域 | シビル・パートナーシップ                         | 2008   |
| ニューサウスウェールズ州   | ドメスティック・パートナーシップ（登録制）       | 2010   |
| ノーザンテリトリー         | 事実婚（登録制度なし）                           | –      |
| クイーンズランド州         | シビル・パートナーシップ                         | 2011   |
| 南オーストラリア州         | ドメスティック・パートナーシップ（契約書面方式） | 2007   |
| タスマニア州               | 登録制パートナーシップ                           | 2004   |
| ビクトリア州               | ドメスティック・パートナーシップ（登録制）       | 2008   |
| 西オーストラリア州         | 事実婚（登録制度なし）                           | –      |

オーストラリアの関連法
- :en:Recognition of same-sex unions in Australia at federal level
- en:Recognition of same-sex unions in the Australian Capital Territory
- en:LGBT rights in New South Wales
- en:Domestic partnership in Tasmania

地方都市レベルの認定状態
- シドニー市（ニューサウスウェールズ州）：2004年より登録制パートナーシップ施行
- メルボルン市（ビクトリア州）：2007年より登録制パートナーシップ施行
- ヤラ市（ビクトリア州）：2007年より登録制パートナーシップ施行

#### ニュージーランド
2004年12月9日にニュージーランド議会はシビル・ユニオン法案を通過させ、同性間・異性間の両方を対象としたシビル・ユニオン制度が制定された。同法案はニュージーランドで多くの議論を呼び、意見が二分された。同僚法案のとして定義された「リレーションシップ法案」（異性間の事実婚カップルに対して法的権利を認める法案）は一部の条項を除去した後に短期間で通過をしている。これらの法案の制定により、ニュージーランドに居住する全てのカップルは、婚姻関係、シビル・ユニオンの適用者、事実婚のいずれにおいても同じ権利と保証および責任が適用されている。移住の権利や近親者の適用、生活保証、財産共有などの法的権利が拡張されている。
シビル・ユニオン法は2005年4月26日より適用が開始され、同月29日に最初のユニオンが認められた。